# 2699 Калінін
2699 Калінін (2699 Kalinin) — астероїд головного поясу, відкритий 16 грудня 1976 року.
Тіссеранів параметр щодо Юпітера — 3,321.